# Liste der Orte mit sorbischen Schulen

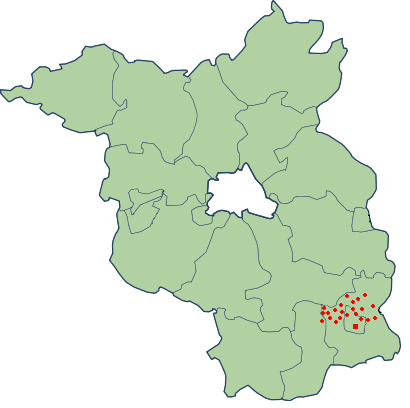
B-Schulen in Brandenburg (1954/55)

A- und B-Schulen in Sachsen (1954/55)

Sorbische Mittelschule in Panschwitz-Kuckau (geschlossen 2006/07)

Dies ist eine Liste der Orte mit sorbischen Schulen. Hier werden Orte aufgelistet, die in der Vergangenheit über Schulen verfügten, in denen in Sorbischer Sprache unterrichtet wurde oder in denen diese Schulen noch heute existieren. Im Schuljahr 1954/1955 erreichte das Sorbische Schulnetz seine größte Ausdehnung. Im Sorbischen Schulsystem gab es zur damaligen Zeit nur A- und B-Schulen. Heute gibt es zusätzlich das Witaj-Projekt. In den A-Schulen ist Sorbisch Unterrichtssprache und in den B-Schulen wird Sorbisch meist als Fremdsprache, die in einigen Fächern (bilingual) zu Lehrvermittlung verwandt wird, gelehrt.
Kursiv gedruckte Schulen sind heute nicht mehr aktiv oder bieten keinen sorbischen Unterricht mehr an.
Kreis Cottbus (alles B-Schulen):
- Burg-Kauper
- Burg-Kolonie
- Burg-Dorf
- Müschen
- Werben
- Briesen
- Schmogrow
- Fehrow
- Drachhausen
- Dissen
- Döbbrick
- Sielow
- Drehnow
- Skadow
- Willmersdorf
- Groß Lieskow (abgebaggert 1983/1984)
- Maust
- Turnow
- Preilack

Kreis Calau (B-Schule):
- Fleißdorf

Kreis Guben (B-Schule):
- Jänschwalde

Kreis Forst (B-Schule):
- Heinersbrück

Kreis Weißwasser (alles B-Schulen):
- Groß Düben
- Schleife
- Rohne
- Halbendorf
- Trebendorf
- Mühlrose
- Tzschelln (1978 abgebaggert)
- Boxberg
- Reichwalde
- Kringelsdorf
- Nochten
- Weißkeißel
- Gablenz
- Sagar
- Skerbersdorf
- Pechern

Kreis Hoyerswerda (alles B-Schulen):
- Hoyerswerda
- Burghammer
- Lohsa
- Merzdorf
- Uhyst
- Wartha
- Groß Särchen
- Weißkollm
- Kotten
- Wittichenau
- Zeißig
- Bröthen
- Schwarzkollm
- Nardt
- Tätzschwitz
- Geierswalde
- Seidewinkel
- Bluno
- Sabrodt

Kreis Kamenz (alles A-Schulen):
- Cunnewitz
- Ralbitz
- Rosenthal
- Räckelwitz
- Nebelschütz
- Panschwitz-Kuckau (Mittelschule bis 2007)
- Ostro
- Crostwitz (Mittelschule bis 2003)

Kreis Bautzen (fast alles B-Schulen, Ausnahmen werden angemerkt):
- Commerau bei Klix
- Königswartha
- Doberschütz (A-Schule)
- Puschwitz
- Neschwitz
- Milkel
- Neudorf/Spree
- Commerau
- Klix
- Guttau
- Radibor (A-Schule)
- Malschwitz
- Baruth
- Quatitz
- Saritsch
- Storcha
- Prischwitz
- Kleinwelka
- Bolbritz
- Coblenz
- Göda
- Kleinförstchen
- Obergurig
- Großpostwitz
- Rachlau
- Grubditz
- Bautzen (A-Schule)
- Burk
- Niedergurig
- Purschwitz
- Baschütz
- Hochkirch
- Breitendorf
- Wurschen
- Kotitz
- Gröditz
- Großdubrau

Kreis Niesky (alles B-Schulen):
- Klitten
- Kreba
- Petershain
- Mücka
- Förstgen
- Weigersdorf

Es gibt zwei sorbische Gymnasien (vor 1990 Erweiterte Oberschulen) in Cottbus (Niedersorbisch) und Bautzen (Obersorbisch).